# Heinkel He 280
Heinkel He 280 – niemiecki prototyp jednomiejscowego samolotu myśliwskiego o napędzie turboodrzutowym, projektowany od 1939 roku przez Heinkel Flugzeugwerke, prototyp zaprezentowano we wrześniu 1940. Jako pierwszy myśliwiec w historii odbył lot z silnikami odrzutowymi (2 kwietnia 1941), był też pierwszym w historii odrzutowcem dwusilnikowym. Początkowo samolot latał z silnikami Heinkel HeS 8A, które później zastąpiono silnikami Junkers Jumo 004A. Uzbrojenie składało się z trzech działek MG 151 kalibru 20 mm. Samolot nie spotkał się z zainteresowaniem Ministerstwa Lotnictwa Rzeszy i po zbudowaniu 8 prototypów prace nad He 280 przerwano w roku 1944. W owym czasie model był już zdystansowany pod względem technicznym przez inne konkurencyjne projekty niemieckich firm.